# Wereldkampioenschap superbike van Monza 2002
Het wereldkampioenschap superbike van Monza 2002 was de vijfde ronde van het wereldkampioenschap superbike en het wereldkampioenschap Supersport 2002. De races werden verreden op 12 mei 2002 op het Autodromo Nazionale Monza nabij Monza, Italië.

## Superbike

### Race 1
| Pos | Nr  | Rijder               | Constructeur | Rondes | Tijd                | Grid | Punten |
| --- | --- | -------------------- | ------------ | ------ | ------------------- | ---- | ------ |
| 1   | 1   | Troy Bayliss         | Ducati       | 18     | 32:34.429           | 3    | 25     |
| 2   | 100 | Neil Hodgson         | Ducati       | 18     | +0.259              | 1    | 20     |
| 3   | 2   | Colin Edwards        | Honda        | 18     | +0.576              | 2    | 16     |
| 4   | 7   | Pierfrancesco Chili  | Ducati       | 18     | +6.422              | 4    | 13     |
| 5   | 52  | James Toseland       | Ducati       | 18     | +18.860             | 6    | 11     |
| 6   | 11  | Rubén Xaus           | Ducati       | 18     | +27.528             | 17   | 10     |
| 7   | 10  | Gregorio Lavilla     | Suzuki       | 18     | +38.264             | 13   | 9      |
| 8   | 30  | Alessandro Antonello | Ducati       | 18     | +38.642             | 12   | 8      |
| 9   | 32  | Eric Bostrom         | Kawasaki     | 18     | +38.745             | 8    | 7      |
| 10  | 99  | Steve Martin         | Ducati       | 18     | +56.182             | 9    | 6      |
| 11  | 33  | Juan Borja           | Ducati       | 18     | +1:04.410           | 14   | 5      |
| 12  | 46  | Mauro Sanchini       | Kawasaki     | 18     | +1:28.651           | 18   | 4      |
| 13  | 50  | Alessandro Valia     | Ducati       | 18     | +1:34.857           | 27   | 3      |
| 14  | 6   | Peter Goddard        | Benelli      | 18     | +1:38.868           | 24   | 2      |
| 15  | 5   | Mark Heckles         | Honda        | 18     | +1:38.899           | 21   | 1      |
| 16  | 93  | Cristian Caliumi     | Ducati       | 17     | +1 ronde            | 23   |        |
| 17  | 36  | Ivan Clementi        | Kawasaki     | 17     | +1 ronde            | 22   |        |
| 18  | 69  | Thierry Mulot        | Ducati       | 17     | +1 ronde            | 26   |        |
| DNF | 9   | Chris Walker         | Kawasaki     | 15     | Ongeluk             | 15   |        |
| DNF | 20  | Marco Borciani       | Ducati       | 15     | Ongeluk             | 11   |        |
| DNF | 28  | Serafino Foti        | Ducati       | 13     | Uitgevallen         | 20   |        |
| DNF | 19  | Lucio Pedercini      | Ducati       | 11     | Uitgevallen         | 7    |        |
| DNF | 155 | Ben Bostrom          | Ducati       | 11     | Uitgevallen         | 10   |        |
| DNF | 12  | Broc Parkes          | Ducati       | 8      | Uitgevallen         | 16   |        |
| DNF | 113 | Paolo Blora          | Ducati       | 8      | Uitgevallen         | 19   |        |
| DNF | 41  | Noriyuki Haga        | Aprilia      | 2      | Uitgevallen         | 5    |        |
| DNF | 68  | Bertrand Stey        | Honda        | 1      | Ongeluk             | 25   |        |
| DNQ | 23  | Jiří Mrkývka         | Ducati       | 0      | Niet gekwalificeerd |      |        |
| DNQ | 40  | Giuliano Sartoni     | Ducati       | 0      | Niet gekwalificeerd |      |        |
| DNQ | 51  | Jiří Trčka           | Ducati       | 0      | Niet gekwalificeerd |      |        |
| DNQ | 70  | Yann Gyger           | Honda        | 0      | Niet gekwalificeerd |      |        |

### Race 2
| Pos | Nr  | Rijder               | Constructeur | Rondes | Tijd                | Grid | Punten |
| --- | --- | -------------------- | ------------ | ------ | ------------------- | ---- | ------ |
| 1   | 1   | Troy Bayliss         | Ducati       | 18     | 32:51.693           | 3    | 25     |
| 2   | 2   | Colin Edwards        | Honda        | 18     | +2.226              | 2    | 20     |
| 3   | 41  | Noriyuki Haga        | Aprilia      | 18     | +2.267              | 5    | 16     |
| 4   | 100 | Neil Hodgson         | Ducati       | 18     | +2.291              | 1    | 13     |
| 5   | 10  | Gregorio Lavilla     | Suzuki       | 18     | +21.844             | 13   | 11     |
| 6   | 19  | Lucio Pedercini      | Ducati       | 18     | +21.958             | 7    | 10     |
| 7   | 32  | Eric Bostrom         | Kawasaki     | 18     | +22.333             | 8    | 9      |
| 8   | 12  | Broc Parkes          | Ducati       | 18     | +34.485             | 16   | 8      |
| 9   | 155 | Ben Bostrom          | Ducati       | 18     | +34.542             | 10   | 7      |
| 10  | 9   | Chris Walker         | Kawasaki     | 18     | +34.622             | 15   | 6      |
| 11  | 99  | Steve Martin         | Ducati       | 18     | +42.748             | 9    | 5      |
| 12  | 28  | Serafino Foti        | Ducati       | 18     | +1:01.098           | 20   | 4      |
| 13  | 46  | Mauro Sanchini       | Kawasaki     | 18     | +1:07.542           | 18   | 3      |
| 14  | 36  | Ivan Clementi        | Kawasaki     | 18     | +1:18.619           | 22   | 2      |
| 15  | 50  | Alessandro Valia     | Ducati       | 18     | +1:21.925           | 27   | 1      |
| 16  | 113 | Paolo Blora          | Ducati       | 18     | +1:23.688           | 19   |        |
| 17  | 6   | Peter Goddard        | Benelli      | 18     | +1:37.105           | 24   |        |
| 18  | 5   | Mark Heckles         | Honda        | 17     | +1 ronde            | 21   |        |
| DNF | 33  | Juan Borja           | Ducati       | 15     | Uitgevallen         | 14   |        |
| DNF | 20  | Marco Borciani       | Ducati       | 12     | Uitgevallen         | 11   |        |
| DNF | 30  | Alessandro Antonello | Ducati       | 9      | Uitgevallen         | 12   |        |
| DNF | 7   | Pierfrancesco Chili  | Ducati       | 6      | Schade ongeluk      | 4    |        |
| DNF | 93  | Cristian Caliumi     | Ducati       | 6      | Uitgevallen         | 23   |        |
| DNF | 52  | James Toseland       | Ducati       | 5      | Uitgevallen         | 6    |        |
| DNF | 69  | Thierry Mulot        | Ducati       | 5      | Uitgevallen         | 26   |        |
| DNF | 68  | Bertrand Stey        | Honda        | 4      | Uitgevallen         | 25   |        |
| DNF | 11  | Rubén Xaus           | Ducati       | 2      | Ongeluk             | 17   |        |
| DNQ | 23  | Jiří Mrkývka         | Ducati       | 0      | Niet gekwalificeerd |      |        |
| DNQ | 40  | Giuliano Sartoni     | Ducati       | 0      | Niet gekwalificeerd |      |        |
| DNQ | 51  | Jiří Trčka           | Ducati       | 0      | Niet gekwalificeerd |      |        |
| DNQ | 70  | Yann Gyger           | Honda        | 0      | Niet gekwalificeerd |      |        |

## Supersport
| Pos | Nr  | Rijder                | Constructeur | Rondes | Tijd         | Grid | Punten |
| --- | --- | --------------------- | ------------ | ------ | ------------ | ---- | ------ |
| 1   | 99  | Fabien Foret          | Honda        | 16     | 30:42.007    | 2    | 25     |
| 2   | 17  | Chris Vermeulen       | Honda        | 16     | +0.124       | 1    | 20     |
| 3   | 37  | Katsuaki Fujiwara     | Suzuki       | 16     | +1.166       | 3    | 16     |
| 4   | 1   | Andrew Pitt           | Kawasaki     | 16     | +1.203       | 11   | 13     |
| 5   | 12  | Stéphane Chambon      | Suzuki       | 16     | +2.461       | 4    | 11     |
| 6   | 2   | Paolo Casoli          | Yamaha       | 16     | +3.309       | 6    | 10     |
| 7   | 11  | Piergiorgio Bontempi  | Ducati       | 16     | +12.470      | 7    | 9      |
| 8   | 9   | Iain MacPherson       | Honda        | 16     | +17.883      | 15   | 8      |
| 9   | 3   | Jörg Teuchert         | Yamaha       | 16     | +18.122      | 16   | 7      |
| 10  | 71  | Werner Daemen         | Honda        | 16     | +18.246      | 17   | 6      |
| 11  | 42  | Matthieu Lagrive      | Yamaha       | 16     | +27.365      | 25   | 5      |
| 12  | 16  | Gianluca Nannelli     | Ducati       | 16     | +27.746      | 20   | 4      |
| 13  | 14  | Diego Giugovaz        | Yamaha       | 16     | +38.441      | 21   | 3      |
| 14  | 44  | Antonio Carlacci      | Yamaha       | 16     | +40.911      | 24   | 2      |
| 15  | 116 | Sébastien Charpentier | Honda        | 16     | +51.459      | 19   | 1      |
| 16  | 118 | Christian Zaiser      | Yamaha       | 16     | +51.781      | 23   |        |
| 17  | 10  | John McGuinness       | Honda        | 16     | +58.991      | 28   |        |
| 18  | 18  | José David de Gea     | Honda        | 15     | +1 ronde     | 26   |        |
| DNF | 5   | Kevin Curtain         | Yamaha       | 10     | Uitgevallen  | 12   |        |
| DNF | 13  | Christophe Cogan      | Honda        | 9      | Uitgevallen  | 10   |        |
| DNF | 15  | Alessio Corradi       | Yamaha       | 8      | Ongeluk      | 5    |        |
| DNF | 20  | Stefano Cruciani      | Yamaha       | 5      | Uitgevallen  | 18   |        |
| DNF | 69  | James Whitham         | Yamaha       | 2      | Uitgevallen  | 9    |        |
| DNF | 91  | Christian Kellner     | Yamaha       | 1      | Ongeluk      | 14   |        |
| DNF | 64  | Claudio Cipriani      | Yamaha       | 1      | Uitgevallen  | 22   |        |
| DNF | 7   | Karl Muggeridge       | Honda        | 1      | Uitgevallen  | 8    |        |
| DNF | 8   | James Ellison         | Kawasaki     | 0      | Uitgevallen  | 13   |        |
| DNS | 33  | Rob Frost             | Yamaha       | 0      | Niet gestart | 27   |        |

## Tussenstanden na wedstrijd

### Superbike
| Pos | Nr  | Rijder        | Team    | Punten |
| --- | --- | ------------- | ------- | ------ |
| 1   | 1   | Troy Bayliss  | Ducati  | 224    |
| 2   | 2   | Colin Edwards | Honda   | 186    |
| 3   | 100 | Neil Hodgson  | Ducati  | 131    |
| 4   | 41  | Noriyuki Haga | Aprilia | 103    |
| 5   | 155 | Ben Bostrom   | Ducati  | 102    |

### Supersport
| Pos | Nr | Rijder            | Team     | Punten |
| --- | -- | ----------------- | -------- | ------ |
| 1   | 12 | Stéphane Chambon  | Suzuki   | 88     |
| 2   | 99 | Fabien Foret      | Honda    | 84     |
| 3   | 1  | Andrew Pitt       | Kawasaki | 83     |
| 4   | 37 | Katsuaki Fujiwara | Suzuki   | 49     |
| 5   | 91 | Christian Kellner | Yamaha   | 47     |

1990 · 1992 · 1993 · 1995 · 1996 · 1997 · 1998 · 1999 · 2000 · 2001 · 2002 · 2003 · 2004 · 2005 · 2006 · 2007 · 2008 · 2009 · 2010 · 2011 · 2012 · 2013